# Bäken der Endeler und Holzhauser Heide
Die Bäken der Endeler und Holzhauser Heide sind ein Naturschutzgebiet in der niedersächsischen Gemeinde Visbek im Landkreis Vechta, der Stadt Wildeshausen und der Gemeinde Großenkneten im Landkreis Oldenburg sowie der Gemeinde Emstek im Landkreis Cloppenburg.

## Allgemeines
Das Naturschutzgebiet mit dem Kennzeichen NSG WE 189 ist circa 500 Hektar groß. Davon entfallen 345 Hektar auf den Landkreis Vechta, 125 Hektar auf den Landkreis Oldenburg und 30 Hektar auf den Landkreis Cloppenburg. Das Naturschutzgebiet ist nahezu deckungsgleich mit dem gleichnamigen FFH-Gebiet und überwiegend von den Landschaftsschutzgebieten „Auetal, Holzhauser Heide, Steinhorst, Ahlhorner Heide“ und „Endeler- und Langenheide mit den Tälern der Engelmannsbäke, Twillbäke, Schaarenbäke und Aue“ umgeben. Das Gebiet steht seit dem 4. Juni 1988 unter Naturschutz. Zuständige untere Naturschutzbehörden sind die Landkreise Vechta, Oldenburg und Cloppenburg.

## Beschreibung
Das Naturschutzgebiet erstreckt sich entlang mehrerer Fließgewässer westlich und südwestlich von Wildeshausen. Es stellt mehrere Tieflandbäche einschließlich ihrer feuchten Niederungen nordöstlich der Weser-Ems-Wasserscheide unter Schutz. Im Einzelnen sind dies die südlich von Dötlingen in die Hunte mündende Aue oberhalb der Straßenbrücke der Bundesstraße 213, der Varnhorner Wasserzug, die Twillbäke ab unterhalb der Visbeker Bauerschaft Wöstendöllen mit dem Unterlauf des ihr nördlich von Visbek zufließenden Visbeker Bruchbachs, der Mündungsbereich der Landwehrbäke in die Aue sowie der Meyerhöfener Wasserzug.
Teile des Naturschutzgebietes werden land- und forstwirtschaftlich genutzt. Die landwirtschaftliche Nutzung beschränkt sich dabei weitestgehend auf die Nutzung des Grünlandes im Schutzgebiet. Um den Eintrag von Nährstoffen in das Naturschutzgebiet und so eine Verschlechterung der Gewässergüte der Bäken zu verhindern, ist das Ausbringen von Gülle auf außerhalb des Naturschutzgebietes liegenden Schutzzonen von Anfang November bis Anfang März untersagt.

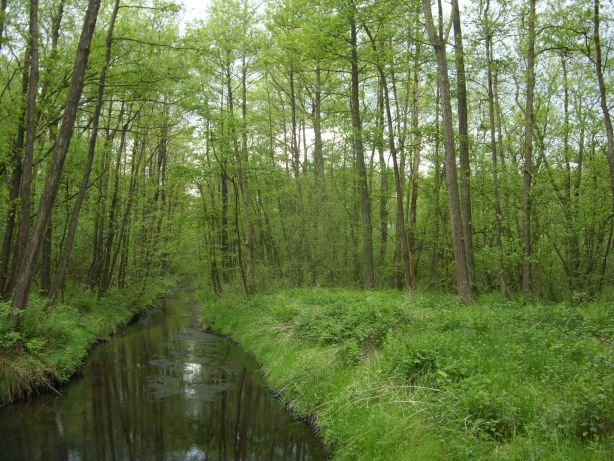
Die Aue
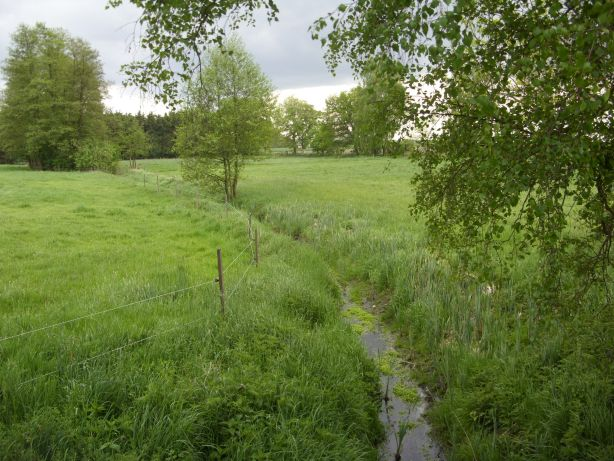
Der Meyerhöfener Wasserzug zur Aue
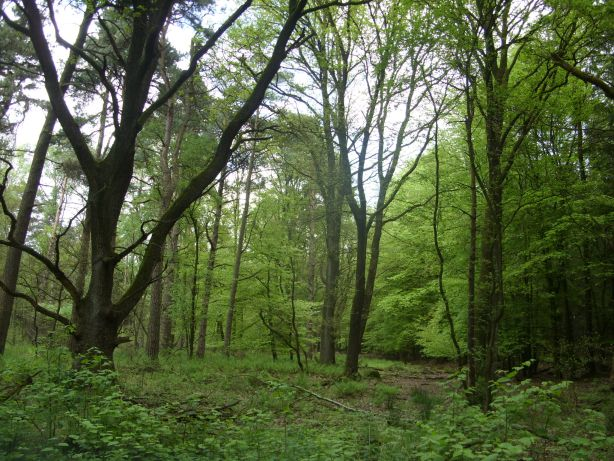
Auenlandschaft im Naturschutzgebiet
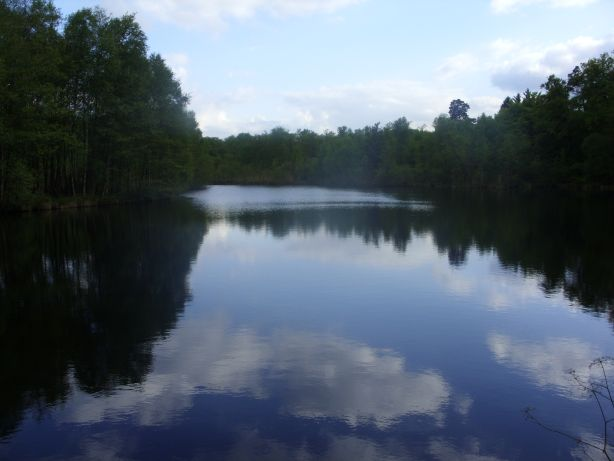
Mühlenteich der Aue bei der Neumühle in Endel
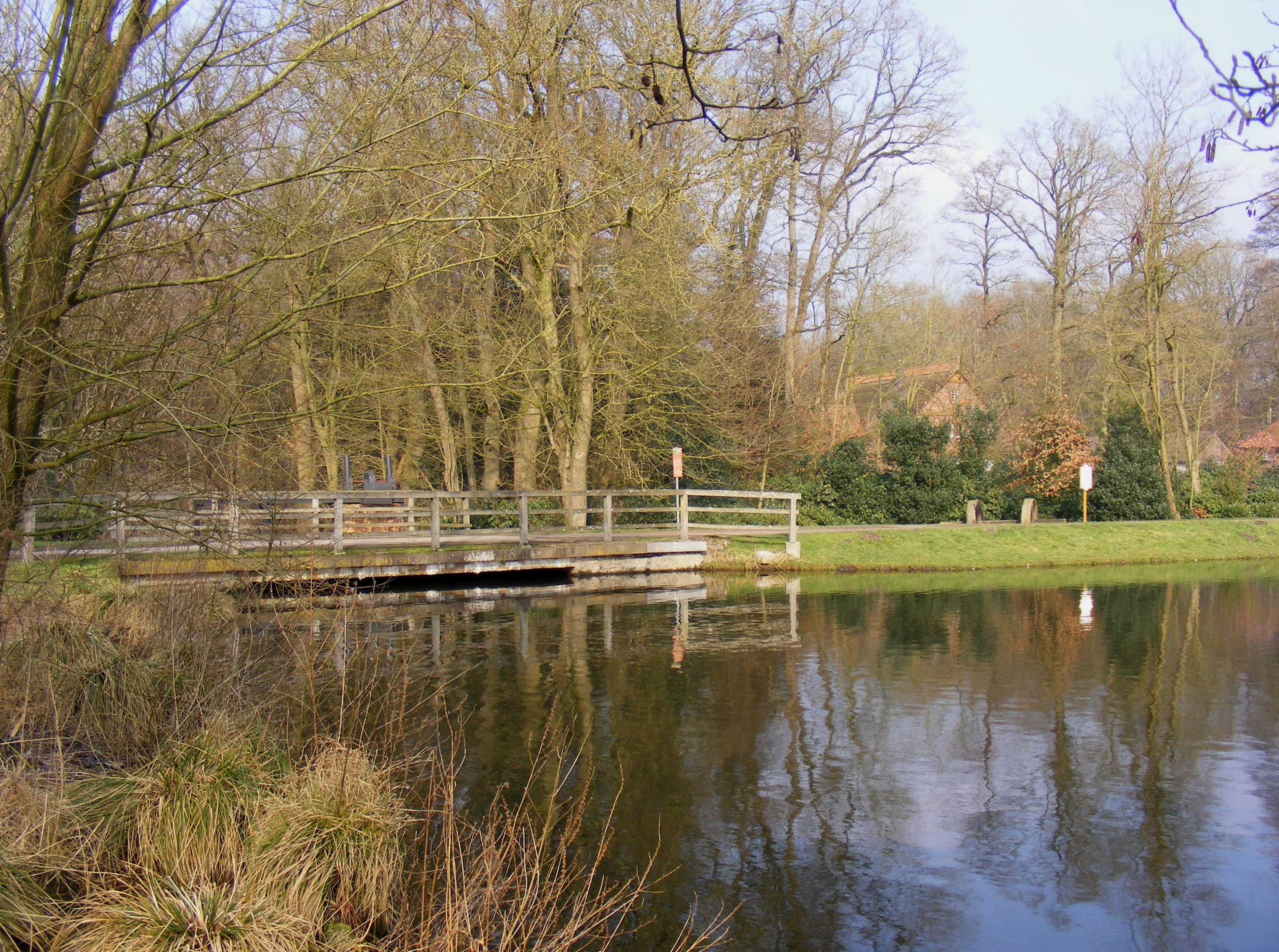
Stauwehr der Twillbäke bei der Bullmühle
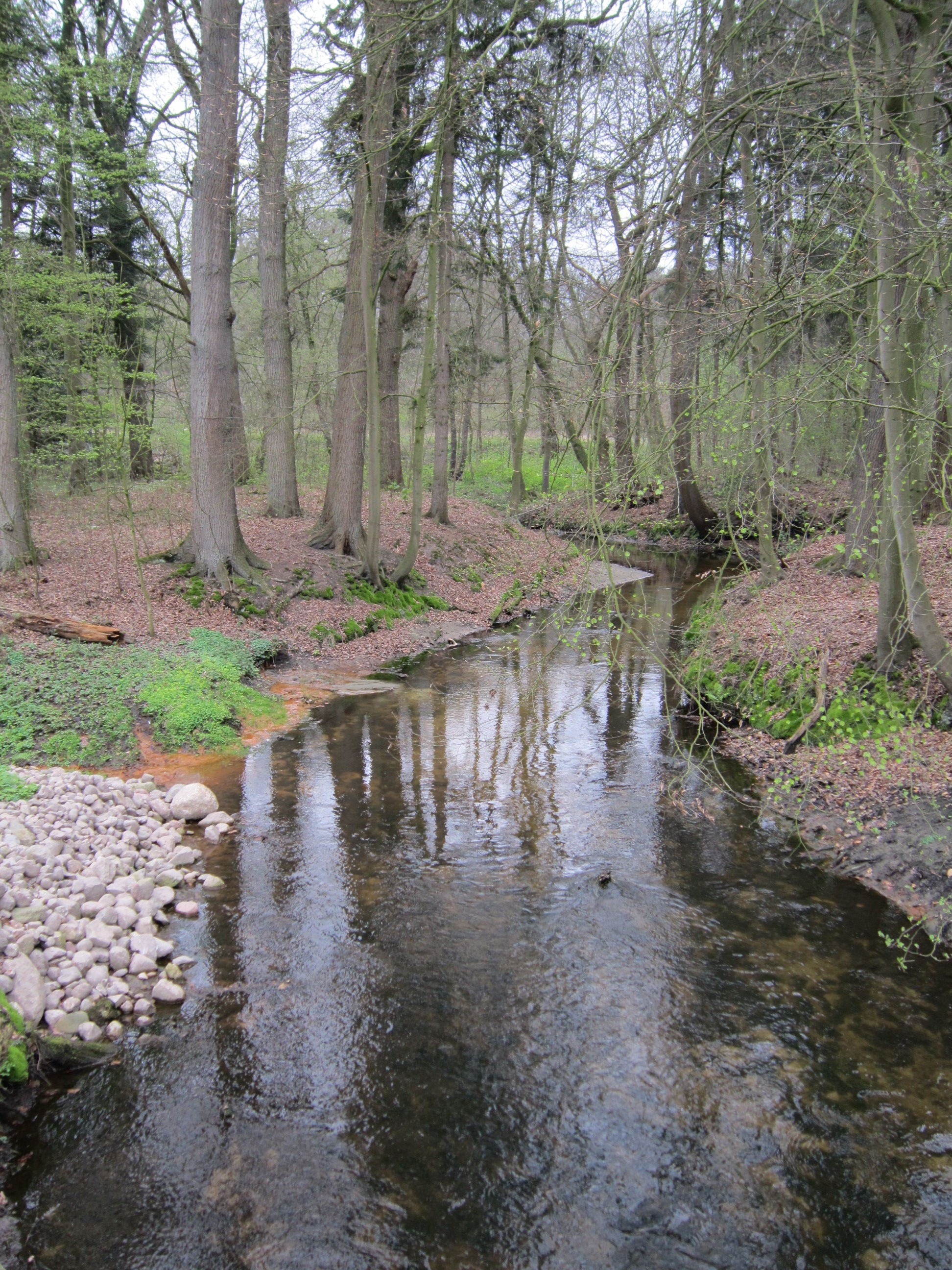
Die Twillbäke oberhalb der Bullmühle